# Kopljare
Kopljare (em cirílico: Копљаре) é uma vila da Sérvia localizada no município de Aranđelovac, pertencente ao distrito de Šumadija, na região de Šumadija e Jasenica. A sua população era de 895 habitantes segundo o censo de 2011.

## Demografia
| 1948 | 1953 | 1961 | 1971 | 1981 | 1991 | 2002 | 2011 |
| ---- | ---- | ---- | ---- | ---- | ---- | ---- | ---- |
| 1364 | 1344 | 1296 | 1205 | 1150 | 1030 | 1024 | 895  |